# Sphondylium decipiens
Sphondylium decipiens är en flockblommig växtart som beskrevs av Franz Georg Hoffmann. Sphondylium decipiens ingår i släktet Sphondylium och familjen flockblommiga växter. Inga underarter finns listade i Catalogue of Life.